# Elaphoglossum atrosquamatum
Elaphoglossum atrosquamatum är en träjonväxtart som beskrevs av John T. Mickel. Elaphoglossum atrosquamatum ingår i släktet Elaphoglossum och familjen Dryopteridaceae. Inga underarter finns listade.